# Берта Цукеркандль-Шепс
Берта Цукеркандль-Шепс (нім. Berta Zuckerkandl-Szeps 13 квітня 1864, Відень — 16 жовтня 1945, Париж) — австрійська письменниця, журналістка, літературна критикиня і господиня літературного салону.

## Біографія

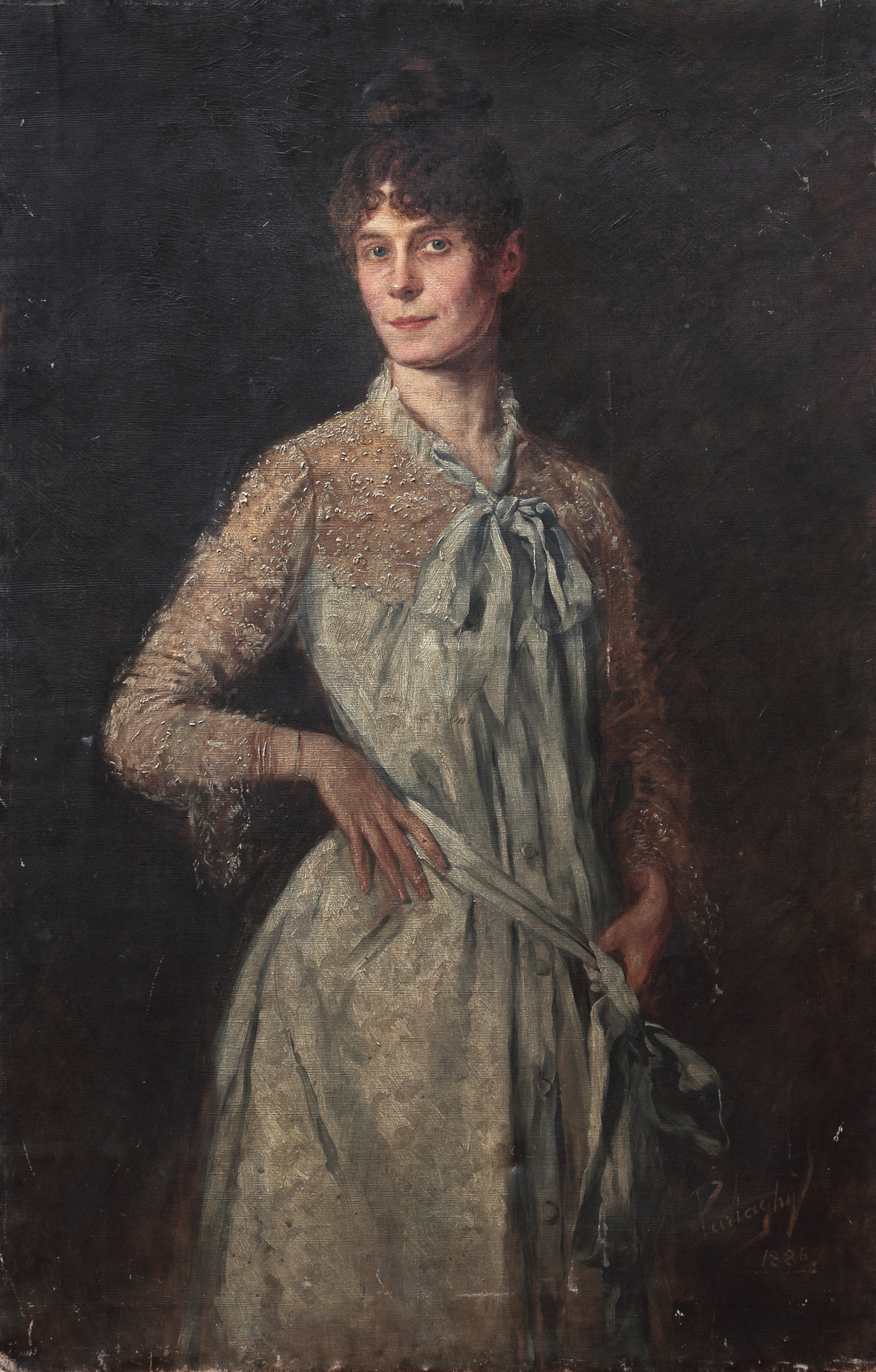
Портрет Берти Цукеркандль-Шепс пензля Елізабет Вільми Львофф Парлаґі (1886)

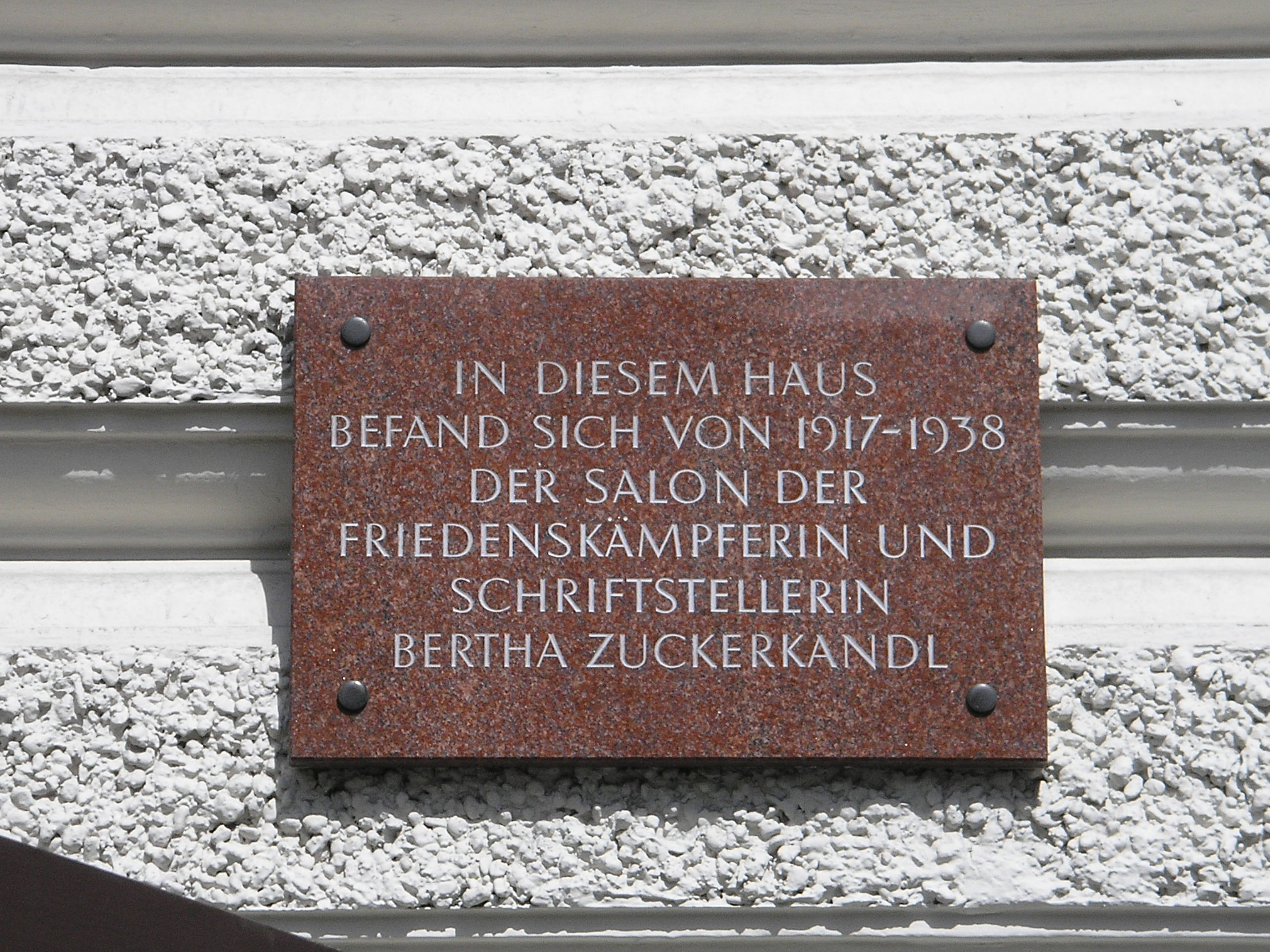
Меморіальна дошка на фасаді палацу Лібен-Аушпіц на згадку про салон Берти Цукеркандль

Берта Шепс — дочка ліберального журналіста і видавця Моріца Шепса, власника газети Neues Wiener Tagblatt. Отримала домашню освіту. Ще підлітком часто супроводжувала батька на переговорах з австрійськими та іноземними політиками, іноді виступала як таємний кур'єр батька й таким чином завела широке коло знайомств.
15 квітня 1886 року Берта Шепс вийшла заміж за Еміля Цукеркандля, який був професором анатомії в Грацькому університеті. З кінця XIX століття й до 1938 року Берта Цукеркандль тримала літературний салон, який спочатку відбувався на придбаній чоловіком віллі в Деблінзі, а пізніше в центрі Відня поблизу Бурґтеатру в палаці Лібен-Аушпіц. В салоні у Берти Цукеркандль-Шепс збиралися представники сфери мистецтва та наукової еліти країни, зокрема Йоганн Штраус, Густав Клімт, Артур Шніцлер, Макс Рейнгардт і Франц Теодор Чокор. 1901 року в салоні Берти Цукеркандль-Шепс Альма Шиндлер познайомилася з Густавом Малером. Берта Цукеркандль надавала протекцію художникам з так званого Нечського кола Антону Коліґу і Себастьяну Ізеппу і підтримувала тісні зв'язки з представниками Віденської сецесії та Віденських майстерень, в становленні яких вона брала безпосередню участь. Берта Цукеркандль була однією із співзасновників Зальцбурзького фестивалю. Берта Цукеркандль займалася журналістикою у сфері театру і мистецтва та співпрацювала з виданнями Wiener Allgemeine Zeitung і Neues Wiener Journal. Займалася перекладами драматичних творів з французької мови.
Старша сестра Берти Софія (1862—1937) була одружена з Полем Клемансо, братом Жоржа Клемансо, згодом прем'єр-міністра Франції. Сестри познайомилися з Клемансо через батька. Під час частих візитів до Парижа Берта познайомилася в салоні сестри з Огюстом Роденом і Морісом Равелем. Завдяки цим теплим зв'язкам з Францією Берта Цукеркандль надавала підтримку зусиллям імператора Карла I і його дружини Зіти Бурбон-Пармської укласти сепаратний мир з Францією, пролье ці зусилля залишилися безуспішними.
У міжвоєнний час Берта часто виступала контактною особою для політиків Першої Австрійської республіки, які прагнули заручитися підтримкою і інвестиціями від держави-переможниці Франції. Берта Цукеркандль була знайома з федеральними канцлерами Австрії Ігнацом Зайпелем і Енгельбертом Дольфусом.
Після аншлюсу Австрії Берті, що мала єврейське походження, довелося виїхати з країни, в чому їй допоміг письменник Поль Жеральді. У Парижі Берта підтримувала тісні контакти з австрійськими емігрантами, зокрема з Францем Верфелем.
Як кавалер ордена Почесного легіону, Берта уникла інтернування і навесні 1940 року виїхала до сина Фрица в Алжир. Після окупації Алжиру союзницькими військами Берта Цукеркандль працювала на радіо і закликала до опору націонал-соціалістам. Виїхати до США їй не вдалося. Важко хвора Берта Цукеркандль повернулася до Парижа 1945 року й того ж року померла.
Похована на цвинтарі Пер-Лашез у Парижі. Ім'я Берти Цукеркандль носить одна з вулиць віденського Альзерґрунду. 2012 року Австрійська національна бібліотека придбала особистий архів Берти Цукеркандль у її онука Еміля Цукеркандля, який мешкає у США.

## Твори
- Die Pflege der Kunst in Österreich 1848—1898. Dekorative Kunst und Kunstgewerbe. Wien 1900.
- Zeitkunst Wien 1901—1907. Heller, Wien 1 908.
- Ich erlebte fünfzig Jahre Weltgeschichte. Autobiographie. Bermann-Fischer Verlag, Stockholm 1939.
- Clemenceau tel que je l'ai connu. Algier тисяча дев'ятсот сорок чотири.
- Österreich intim. Erinnerungen 1892—1942. Hrsg. Reinhard Federmann. Propyläen, Frankfurt 1970 Taschenbuch: Ullstein, Frankfurt am Main 1988, ISBN 978-3-548-20985-2.
- Polens Malkunst 1915. In: Roman Taborski (Hrsg.): Stanisław Wyspiański, der große Schöpfer der Polnischen Moderne. Wien 1996.
- Jung-Polen 1906. In: Roman Taborski (Hrsg.): Stanisław Wyspiański, der große Schöpfer der Polnischen Moderne. Wien 1996.
- Flucht !: Von Bourges nach Algier im Sommer 1940. Theresia Klugsberger und Ruth Pleyer (Hrsg.). Cernzin-Verlag, Wien 2013. ISBN 978-3-7076-0456-6

### Переклади
- Paul Annont und Jacques Bousquet: Mama Nicole. Lustspiel in 3 Akten. Wien 1925.
- Edouard Bourdet: Soeben erschienen. Komödie in 3 Akten. Für die deutsche Bühne bearbeitet von Paul Kalbeck. o. O., um 1925.
- Jean-Jacques Bernard: Seele in Not. Schauspiel in 3 Akten. Eirich, Wien um 1928.
- Paul Géraldy. Dramen. Autorisierte Übersetzung aus dem Französischen. Zsolnay, Wien 1928.
- Paul Géraldy. So ist die Liebe [Gedichte]. Autorisierte Übersetzung aus dem Französischen. Zsolnay, Wien 1930.
- Henri-René Lenormand: Theater. Dramen. Autorisierte Übersetzung aus dem Französischen. Zsolnay, Wien 1930.
- Alfred Savoir: Er: Spiel in 3 Akten. Marton, Wien 1930.